# هاسمیک هاروتیونیان
هاسمیک سریوژایی هاروتیونیان (ارمنی: Հասմիկ Սերյոժայի Հարությունյան؛ زادهٔ ۲۶ دسامبر ۱۹۶۰) یک خواننده سبک موسیقی فولک و موسیقی‌دان اهل ارمنستان است.

## جوایز و افتخارات
وی برندهٔ جوایزی همچون هنرمند افتخاری جمهوری ارمنستان شده‌است.